# Municipio de Drexel
El municipio de Drexel (en inglés: Drexel Township) es un municipio ubicado en el  condado de Burke en el estado estadounidense de Carolina del Norte. En el año 2010 tenía una población de 6.594 habitantes.

## Geografía
El municipio de Drexel se encuentra ubicado en las coordenadas 35°45′21.47″N 81°36′12.34″O / 35.7559639, -81.6034278.